# 54. Międzynarodowy Festiwal Filmowy w Cannes
54. Międzynarodowy Festiwal Filmowy w Cannes odbył się w dniach 14−25 maja 2001 roku. Imprezę otworzył pokaz australijskiego filmu Moulin Rouge! w reżyserii Baza Luhrmanna. W konkursie głównym zaprezentowane zostały 23 filmy pochodzące z 11 różnych krajów.
Jury pod przewodnictwem norweskiej aktorki i reżyserki Liv Ullmann przyznało nagrodę główną festiwalu, Złotą Palmę, włoskiemu filmowi Pokój syna w reżyserii Nanniego Morettiego. Drugą nagrodę w konkursie głównym, Grand Prix, przyznano austriackiemu obrazowi Pianistka w reżyserii Michaela Hanekego.
Galę otwarcia i zamknięcia festiwalu prowadziła brytyjska aktorka Charlotte Rampling.

## Członkowie jury

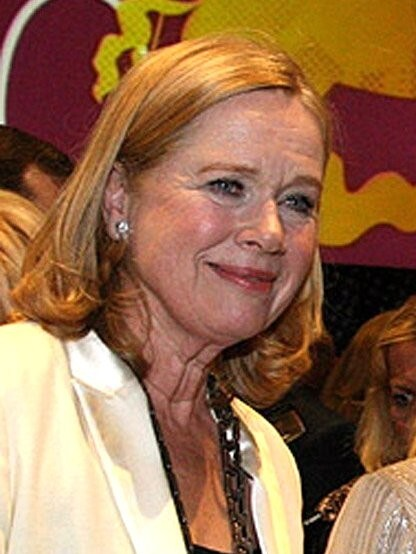
Przewodnicząca jury konkursu głównego Liv Ullmann.

### Konkurs główny
- Liv Ullmann, norweska aktorka i reżyserka − przewodnicząca jury[5]
- Mimmo Calopresti, włoski reżyser
- Charlotte Gainsbourg, francuska aktorka
- Terry Gilliam, brytyjski reżyser
- Mathieu Kassovitz, francuski reżyser i aktor
- Sandrine Kiberlain, francuska aktorka
- Philippe Labro, francuski pisarz i reżyser
- Julia Ormond, brytyjska aktorka
- Moufida Tlatli, tunezyjska reżyserka i montażystka
- Edward Yang, tajwański reżyser

### Sekcja "Un Certain Regard"
- Ariane Ascaride, francuska aktorka − przewodnicząca jury
- Virginie Apiou, francuski krytyczka filmowa
- François-Guillaume Lorrain, francuski krytyk filmowy
- Florence Malraux, francuska asystentka reżysera
- Thomas Sotinel, francuski krytyk filmowy

### Cinéfondation i filmy krótkometrażowe
- Érick Zonca, francuski reżyser − przewodniczący jury
- Valeria Bruni Tedeschi, włoska aktorka
- Samira Makhmalbaf, irańska reżyserka
- Rithy Panh, kambodżański reżyser
- Lynne Ramsay, brytyjska reżyserka

### Złota Kamera – debiuty reżyserskie
- Maria de Medeiros, portugalska aktorka − przewodnicząca jury
- Loïc Barbier, francuski miłośnik kina
- Sophie Denize, przedstawicielka FICAM
- Steve Della Casa, włoski krytyk filmowy
- Franck Garbaz, francuski krytyk filmowy
- Mercedes Goiz, hiszpańska krytyczka filmowa
- Dominique Le Rigoleur, francuska operatorka filmowa
- Claire Simon, francuska reżyserka

## Selekcja oficjalna

### Otwarcie i zamknięcie festiwalu
|             | Tytuł         | Reżyseria    | Kraj produkcji |
| ----------- | ------------- | ------------ | -------------- |
| Otwierający | Moulin Rouge! | Baz Luhrmann | Australia      |
| Zamykający  | Srogie dusze  | Raúl Ruiz    | Francja        |

### Konkurs główny
Następujące filmy zostały wyselekcjonowane do udziału w konkursie głównym o Złotą Palmę:
| Tytuł polski                     | Tytuł oryginalny                                       | Reżyseria                     | Kraj produkcji       |
| -------------------------------- | ------------------------------------------------------ | ----------------------------- | -------------------- |
| Ciepła woda pod czerwonym mostem | 赤い橋の下のぬるい水 Akai hashi no shita no nurui mizu | Shohei Imamura                | Japonia              |
| Sala oficerska                   | La chambre des officiers                               | François Dupeyron             | Francja              |
| Oddalenie                        | 映画 Distance                                          | Hirokazu Koreeda              | Japonia              |
| Pochwała miłości                 | Éloge de l'amour                                       | Jean-Luc Godard               | Francja              |
| Wracam do domu                   | Je rentre à la maison                                  | Manoel de Oliveira            | Francja              |
| Człowiek, którego nie było       | The Man Who Wasn't There                               | Joel Coen                     | Stany Zjednoczone    |
| Rzemiosło wojenne                | Il mestiere delle armi                                 | Ermanno Olmi                  | Włochy               |
| Moulin Rouge!                    | Moulin Rouge!                                          | Baz Luhrmann                  | Australia            |
| Mulholland Drive                 | Mulholland Drive                                       | David Lynch                   | Stany Zjednoczone    |
| Która tam jest godzina?          | 你那邊幾點 Ni na bian ji dian                          | Tsai Ming-liang               | Tajwan               |
| Ziemia niczyja                   | Ничија земља Ničija zemlja                             | Danis Tanović                 | Bośnia i Hercegowina |
| Pau i jego brat                  | Pau i el seu germà                                     | Marc Recha                    | Hiszpania            |
| Pianistka                        | La pianiste                                            | Michael Haneke                | Austria              |
| Obietnica                        | The Pledge                                             | Sean Penn                     | Stany Zjednoczone    |
| Millennium Mambo                 | 千禧曼波 Qianxi mànbo                                  | Hou Hsiao-hsien               | Tajwan               |
| Próba generalna                  | La répétition                                          | Catherine Corsini             | Francja              |
| Roberto Succo                    | Roberto Succo                                          | Cédric Kahn                   | Francja              |
| Kandahar                         | قندهار Safar e Ghandehar                               | Mohsen Makhmalbaf             | Iran                 |
| Shrek                            | Shrek                                                  | Andrew Adamson i Vicky Jenson | Stany Zjednoczone    |
| Pokój syna                       | La stanza del figlio                                   | Nanni Moretti                 | Włochy               |
| Cielec                           | Телец Tieliec                                          | Aleksandr Sokurow             | Rosja                |
| Pustynny księżyc                 | 月の砂漠 Tsuki no sabaku                               | Shinji Aoyama                 | Japonia              |
| Kto wie?                         | Va savoir                                              | Jacques Rivette               | Francja              |

### Pokazy pozakonkursowe
Następujące filmy zostały wyświetlone na festiwalu w ramach pokazów pozakonkursowych:
| Tytuł polski                                    | Tytuł oryginalny                    | Reżyseria            | Kraj produkcji    |
| ----------------------------------------------- | ----------------------------------- | -------------------- | ----------------- |
| ABC Afryka                                      | ای‌بی‌سی آفریق ABC Africa             | Abbas Kiarostami     | Iran              |
| Srogie dusze                                    | Les âmes fortes                     | Raúl Ruiz            | Francja           |
| Czas apokalipsy (wersja reżyserska)             | Apocalypse Now Redux                | Francis Ford Coppola | Stany Zjednoczone |
| Avalon                                          | アヴァロン Avalon                   | Mamoru Oshii         | Japonia           |
| Centrum świata                                  | The Center of the World             | Wayne Wang           | Stany Zjednoczone |
| CQ                                              | CQ                                  | Roman Coppola        | Stany Zjednoczone |
| Wojna plemników                                 | Human Nature                        | Michel Gondry        | Stany Zjednoczone |
| Historia kina włoskiego według Martina Scorsese | Il mio viaggio in Italia            | Martin Scorsese      | Włochy            |
| Sobibór                                         | Sobibor, 14 octobre 1943, 16 heures | Claude Lanzmann      | Francja           |
| Głód miłości                                    | Trouble Every Day                   | Claire Denis         | Francja           |

### Sekcja "Un Certain Regard"
Następujące filmy zostały wyświetlone na festiwalu w ramach sekcji "Un Certain Regard":
| Tytuł polski                                | Tytuł oryginalny                               | Reżyseria                           | Kraj produkcji    |
| ------------------------------------------- | ---------------------------------------------- | ----------------------------------- | ----------------- |
| Chłopięce miłości                           | Amour d'enfance                                | Yves Caumon                         | Francja           |
| Party na słodko                             | The Anniversary Party                          | Alan Cumming i Jennifer Jason Leigh | Stany Zjednoczone |
| Mężczyzna chodzący po śniegu                | 歩く、人 Aruku, hito                           | Masahiro Kobayashi                  | Japonia           |
| Atanarjuat, biegacz                         | ᐊᑕᓈᕐᔪᐊᑦ Atanarjuat                             | Zacharias Kunuk                     | Kanada            |
| Po prostu na Zachodzie                      | Carrément à l'Ouest                            | Jacques Doillon                     | Francja           |
| Clément                                     | Clément                                        | Emmanuelle Bercot                   | Francja           |
| Jutro                                       | Domani                                         | Francesca Archibugi                 | Włochy            |
| Łzy Czarnego Tygrysa                        | ฟ้าทะลายโจร Fah talai jone                      | Wisit Sasanatieng                   | Tajlandia         |
| Dostać nowe życie                           | Ganhar a Vida                                  | João Canijo                         | Portugalia        |
| H Story                                     | H Story                                        | Nobuhiro Suwa                       | Japonia           |
| Ślub mimo woli                              | חתונה מאוחרת Hatuna Meuheret                   | Dover Koshashvili                   | Izrael            |
| Historie kryminalne                         | Hijack Stories                                 | Oliver Schmitz                      | Południowa Afryka |
| Droga                                       | Жол Jol                                        | Dareżan Omirbajew                   | Kazachstan        |
| Puls                                        | 回路 Kairo                                     | Kiyoshi Kurosawa                    | Japonia           |
| Lan Yu                                      | 藍宇 Lan Yu                                    | Stanley Kwan                        | Hongkong          |
| La libertad                                 | La libertad                                    | Lisandro Alonso                     | Argentyna         |
| Lovely Rita                                 | Lovely Rita                                    | Jessica Hausner                     | Austria           |
| Szympans                                    | Маймыл Maimil                                  | Aktan Arym Kubat                    | Kirgistan         |
| Nie ma takiej rzeczy                        | No Such Thing                                  | Hal Hartley                         | Stany Zjednoczone |
| Pieski dzień                                | പട്ടിയുടെ ദിവസം Pattiyude Divasam                    | Murali Nair                         | Indie             |
| Słowa mojego ojca                           | Le parole di mio padre                         | Francesca Comencini                 | Włochy            |
| Święta                                      | 'R Xmas                                        | Abel Ferrara                        | Stany Zjednoczone |
| Opowiadanie                                 | Storytelling                                   | Todd Solondz                        | Stany Zjednoczone |
| Ty i ja, i my z tobą (film krótkometrażowy) | Ты да я, да мы с тобой Ty da ja, da my s toboj | Aleksandr Wieliedinski              | Rosja             |

## Laureaci nagród

### Konkurs główny
Złota Palma

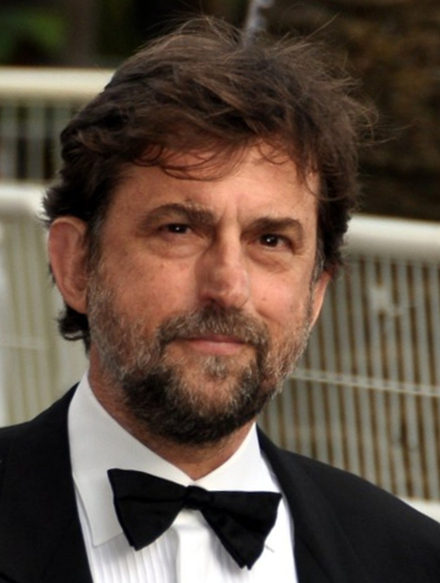
Laureat Złotej Palmy Nanni Moretti.

- Pokój syna, reż. Nanni Moretti

Grand Prix
- Pianistka, reż. Michael Haneke

Najlepsza reżyseria
- Joel Coen − Człowiek, którego nie było
- David Lynch − Mulholland Drive

Najlepsza aktorka
- Isabelle Huppert − Pianistka

Najlepszy aktor
- Benoît Magimel − Pianistka

Najlepszy scenariusz
- Danis Tanović − Ziemia niczyja

### Konkurs filmów krótkometrażowych
Złota Palma dla najlepszego filmu krótkometrażowego
- Ciasto fasolowe, reż. David Greenspan

Nagroda Jury dla najlepszego filmu krótkometrażowego
- Daddy's Girl, reż. Irvine Allan
- Pizza passionata, reż. Kari Juusonen

Nagroda Cinéfondation dla najlepszej etiudy studenckiej
- I miejsce:  Portret, reż. Siergiej Łuczyszyn
- II miejsce:  Reparation, reż. Jens Jonsson
- III miejsce:  Dai bi, reż. Yang Chao /  Wronie jajo, reż. Alicia Duffy

Nagroda Kodaka dla najlepszego filmu krótkometrażowego
- Bintou, reż. Fanta Régina Nacro
  - Wyróżnienie:  Le système Zsygmondy, reż. Luc Moullet

### Wybrane pozostałe nagrody

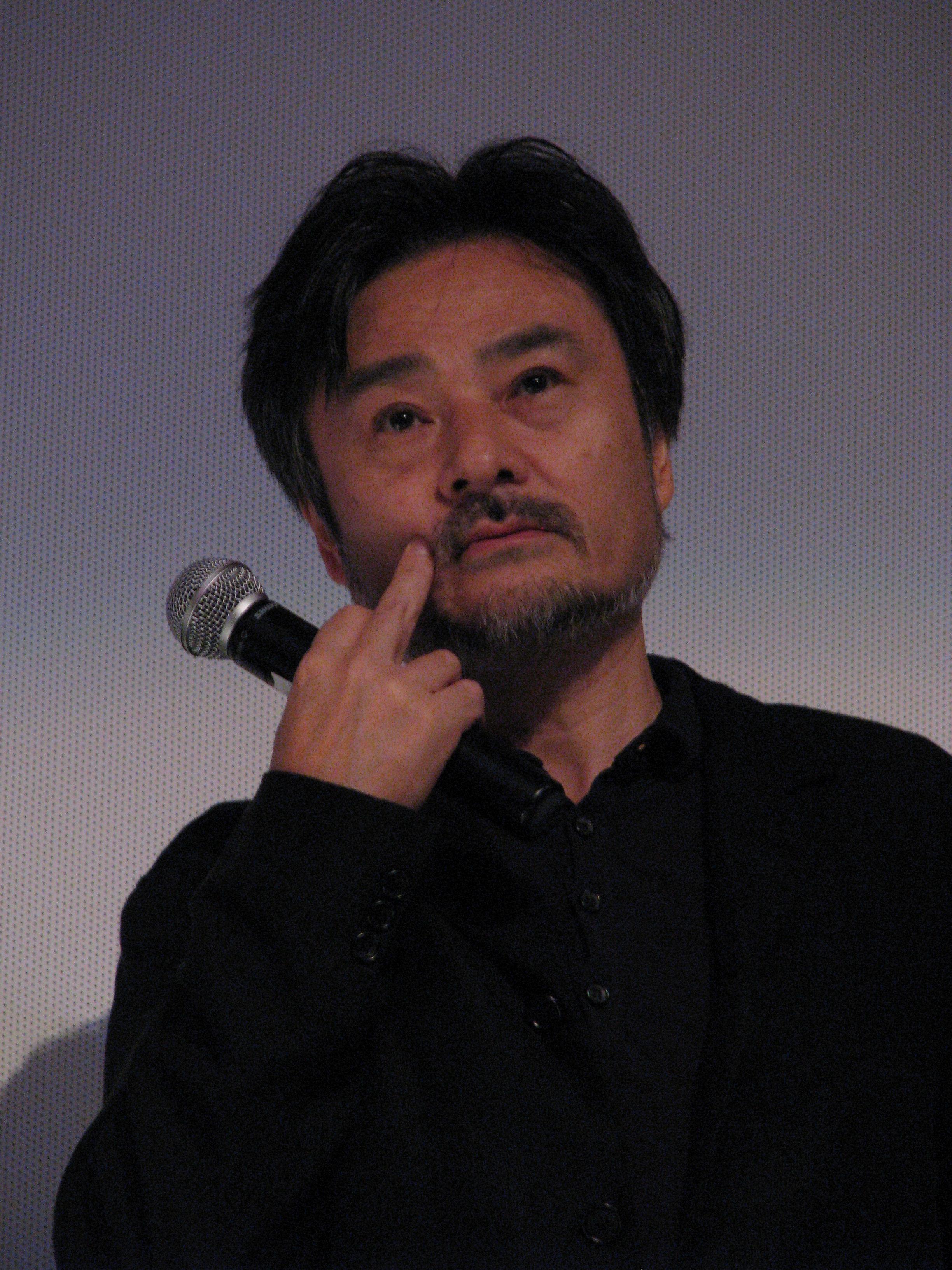
Zdobywca nagrody FIPRESCI Kiyoshi Kurosawa.

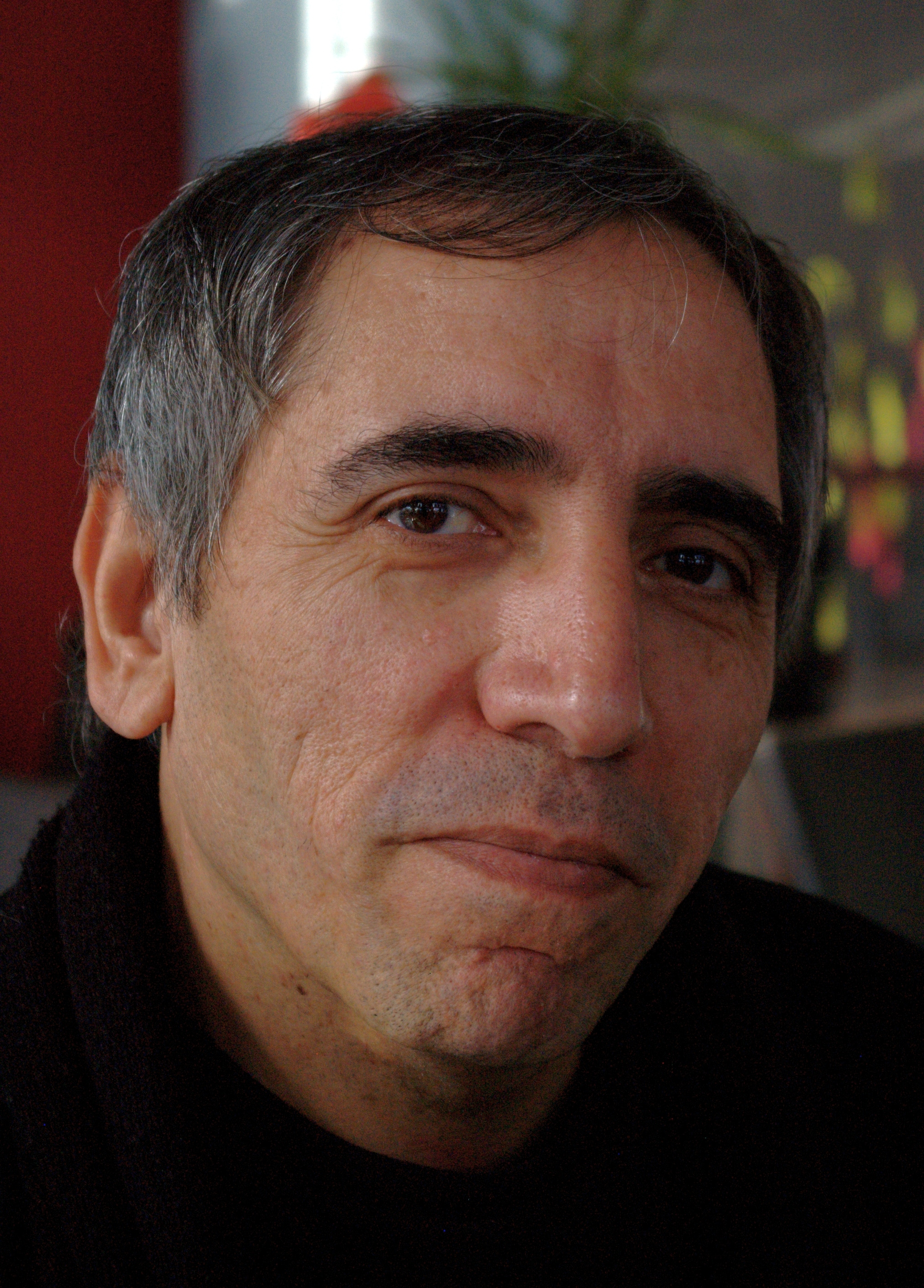
Nagrodzony reżyser Mohsen Makhmalbaf.

Nagroda Główna w sekcji "Un Certain Regard"
- Chłopięce miłości, reż. Yves Caumon

Złota Kamera za najlepszy debiut reżyserski
- Atanarjuat, biegacz, reż. Zacharias Kunuk

Nagroda Główna w sekcji "Międzynarodowy Tydzień Krytyki"
- Pod księżycową poświatą, reż. Reza Mirkarimi

Nagroda FIPRESCI
- Konkurs główny:  Pokój syna, reż. Nanni Moretti
- Sekcja "Un Certain Regard":  Seans, reż. Kiyoshi Kurosawa
- Sekcja "Quinzaine des Réalisateurs":  Marta... Marta, reż. Sandrine Veysset
- Sekcja "Międzynarodowy Tydzień Krytyki":  Pornograf, reż. Bertrand Bonello

Nagroda Jury Ekumenicznego
- Kandahar, reż. Mohsen Makhmalbaf
  - Wyróżnienie:  Pauline i Paulette, reż. Lieven Debrauwer

Wielka Nagroda Techniczna
- Tu Duu-Chih za dźwięk do filmów Millennium Mambo i Która tam jest godzina?

Nagroda Młodych
- Najlepszy film zagraniczny:  Hasła, reż. Gjergj Xhuvani
- Najlepszy film francuski:  Clément, reż. Emmanuelle Bercot

Nagroda im. François Chalais dla filmu propagującego znaczenie dziennikarstwa
- Made in the USA, reż. Sólveig Anspach

Nagroda Palm Dog dla najlepszego psiego występu na festiwalu
- Party na słodko, reż. Alan Cumming i Jennifer Jason Leigh